# The Temperamentals
The Temperamentals je predstava Jona Maransa iz 2009. godine. To je kronika o osnivanju Mattachine Society, prve udruge za zaštitu prava LGBT osoba u SAD-u, i ljubavnoj vezi dvojice članova osnivača, Harryja Haya (Thomas Jay Ryan) i Rudija Gernreicha (Michael Urie). Naslov je izvučen iz uporabe riječi "temperament" s početka 20. stoljeća kao žargonskog izraza za "homoseksualac". Nakon premijere na The Barrow Group Studio Theatre u travnju 2009. je predstava počela preglede off-Broadway kazalištima u New World Stages 18. veljače 2010. godine, a premijerno 28. veljače. Producenti Darryl Roth i Stacy Shane najavili su da će se The Temperamentals zatvoriti 30. svibnja. "Započeli smo svoje prekrasno putovanje u travnju 2009. godine i vrlo smo zahvalni na nagradama, počastima, nominacijama i priznanjima koja smo dobili i primamo kraj ove kazališne sezone. Željeli bismo otići s visokom notom."

## Kritični prijem
New York Times dao je The Temperamentals dobru kritiku, nazvavši je "izuzetno simpatičnom dokudramom".
Temperamentali su dobili nagradu Drama Desk za najbolju glumačku ekipu. Michael Urie, koji je nastao u ulozi Rudija Gernreicha, dobio je nagradu Lucille Lortel za glavnog glumca.

## Vanjske poveznice
- Službena stranica
- The Temperamentals at the Internet Off-Broadway Database